# Fiat 60 HP
O Fiat 60 HP foi um automóvel de luxo produzido pelo construtor italiano Fiat entre 1904 a 1906. Competiu em corridas como a Paris-Madrid de 1903 (conduzido por Vincenzo Lancia e Luigi Storero ) e o Circuito das Ardenas, juntamente com outras corridas e subidas de montanhas.
O 60 HP foi o primeiro carro a apresentar o novo chassi de aço prensado da Fiat. Segundo o historiador de automobilismo Michael Sedgwick, "O modelo de topo da gama foi a resposta de Turim ao Mercedes Sixty, um monstro de quatro cilindros de 10,6 litros".
Muitos destes carros foram exportados para países ricos, incluindo os EUA. Eram muito populares entre as classes altas da época. Com um radiador em favo de mel (licenciado à Mercedes), estes carros estavam na vanguarda da tecnologia e muitos jornais da época elogiaram o seu avançado sistema de lubrificação.
Fabricado com um elevado nível de qualidade em todos os detalhes, foi bem recebido por fabricantes americanas de carrocerias, tais como a Quimby e a Demarest. Para facilitar a adaptação, o chassis dispunha de 2 distâncias entre eixos diferentes: a normal e a longa. Estava originalmente equipado com um bloco de motor de 4 cilindros de 60 cv, que mais tarde foi substituído por um bloco de motor bi-tri-6 cilindros de 50/60 cv e era fabricado na fábrica de Corso Dante.